# موسودان بی‌ام ۲۵
موسودان بی‌ام ۲۵ (انگلیسی: BM25 Musudan) که به اسم تائپدونگ هم شناخته می‌شود، یک موشک میان‌برد بالستیک کره شمالی است.

موشک موسودان دررژه نظامی کره شمالی

## کاربران
- کره شمالی

بی ام بیست و پنج موسادان اولین موشک بدون بالک کره شمالی است که شباهت فراوانی به موشک زیردریایی پرتاب ار27 ساخت شوروی دارد ؛ احتمال میرود پس از فروپاشی شوروی کره شمالی توانسته باشد به طرح ها و نقشه های این موشک دسترسی پیدا کرده و موشک موسادان رو از روی آن بسازد. اطلاعات رسمی از این موشک منتشر نشده و اکثر اعداد و ارقام مربوط به آن تخمین های کارشناسان بر اساس موشک ار 27 است.